# Boris Neveu
Boris Neveu (Lourdes, 12 de abril de 1986) es un deportista francés que compite en piragüismo en la modalidad de eslalon.
Ganó dieciséis medallas en el Campeonato Mundial de Piragüismo en Eslalon entre los años 2006 y 2023, y ocho medallas en el Campeonato Europeo de Piragüismo en Eslalon entre los años 2009 y 2020.
En los Juegos Europeos de Cracovia 2023 consiguió una medalla de bronce en la prueba de K1 por equipos.
Participó en dos Juegos Olímpicos de Verano, ocupando el séptimo lugar en Tokio 2020 (K1 individual) y otro séptimo lugar en París 2024 (K1 cross).
Estudió Ciencias del Deporte en el INSEP de París.

## Palmarés internacional
| Campeonato Mundial | Campeonato Mundial             | Campeonato Mundial | Campeonato Mundial |
| Año                | Lugar                          | Medalla            | Competición        |
| ------------------ | ------------------------------ | ------------------ | ------------------ |
| 2006               | Praga (República Checa)        | Medalla de oro     | K1 por equipos     |
| 2009               | Seo de Urgel (España)          | Medalla de plata   | K1 individual      |
| 2010               | Liubliana (Eslovenia)          | Medalla de plata   | K1 por equipos     |
| 2011               | Bratislava (Eslovaquia)        | Medalla de plata   | K1 por equipos     |
| 2013               | Praga (República Checa)        | Medalla de bronce  | K1 por equipos     |
| 2014               | Deep Creek (Estados Unidos)    | Medalla de oro     | K1 individual      |
| 2014               | Deep Creek (Estados Unidos)    | Medalla de oro     | K1 por equipos     |
| 2017               | Pau (Francia)                  | Medalla de plata   | K1 por equipos     |
| 2017               | Pau (Francia)                  | Medalla de plata   | K1 extremo         |
| 2018               | Río de Janeiro (Brasil)        | Medalla de plata   | K1 extremo         |
| 2021               | Bratislava (Eslovaquia)        | Medalla de oro     | K1 individual      |
| 2021               | Bratislava (Eslovaquia)        | Medalla de oro     | K1 por equipos     |
| 2022               | Augsburgo (Alemania)           | Medalla de bronce  | K1 individual      |
| 2022               | Augsburgo (Alemania)           | Medalla de bronce  | K1 por equipos     |
| 2023               | Londres (Reino Unido)          | Medalla de plata   | K1 cross           |
| 2023               | Londres (Reino Unido)          | Medalla de plata   | K1 por equipos     |
| Juegos Europeos    |                                |                    |                    |
| Año                | Lugar                          | Medalla            | Competición        |
| 2023               | Cracovia (Polonia)             | Medalla de bronce  | K1 por equipos     |
| Campeonato Europeo |                                |                    |                    |
| Año                | Lugar                          | Medalla            | Competición        |
| 2009               | Nottingham (Reino Unido)       | Medalla de plata   | K1 individual      |
| 2009               | Nottingham (Reino Unido)       | Medalla de bronce  | K1 por equipos     |
| 2011               | Seo de Urgel (España)          | Medalla de bronce  | K1 por equipos     |
| 2012               | Augsburgo (Alemania)           | Medalla de oro     | K1 por equipos     |
| 2015               | Markkleeberg (Alemania)        | Medalla de oro     | K1 individual      |
| 2016               | Liptovský Mikuláš (Eslovaquia) | Medalla de plata   | K1 por equipos     |
| 2017               | Tacen (Eslovenia)              | Medalla de plata   | K1 por equipos     |
| 2020               | Praga (República Checa)        | Medalla de oro     | K1 por equipos     |